# Pitcairnia scandens
Pitcairnia scandens är en gräsväxtart som beskrevs av Ernst Heinrich Georg Ule. Pitcairnia scandens ingår i släktet Pitcairnia och familjen Bromeliaceae. Inga underarter finns listade i Catalogue of Life.